# Stråsparv
Stråsparv (Peucaea botterii) är en fågel i familjen amerikanska sparvar inom ordningen tättingar. Den förekommer huvudsakligen i Centralamerika, men även in i södra USA i delstaterna Arizona och Texas. Fågeln uppträder i gräsmarker där den är svår att få syn på. Beståndet anses livskraftigt.

## Utseende och läte

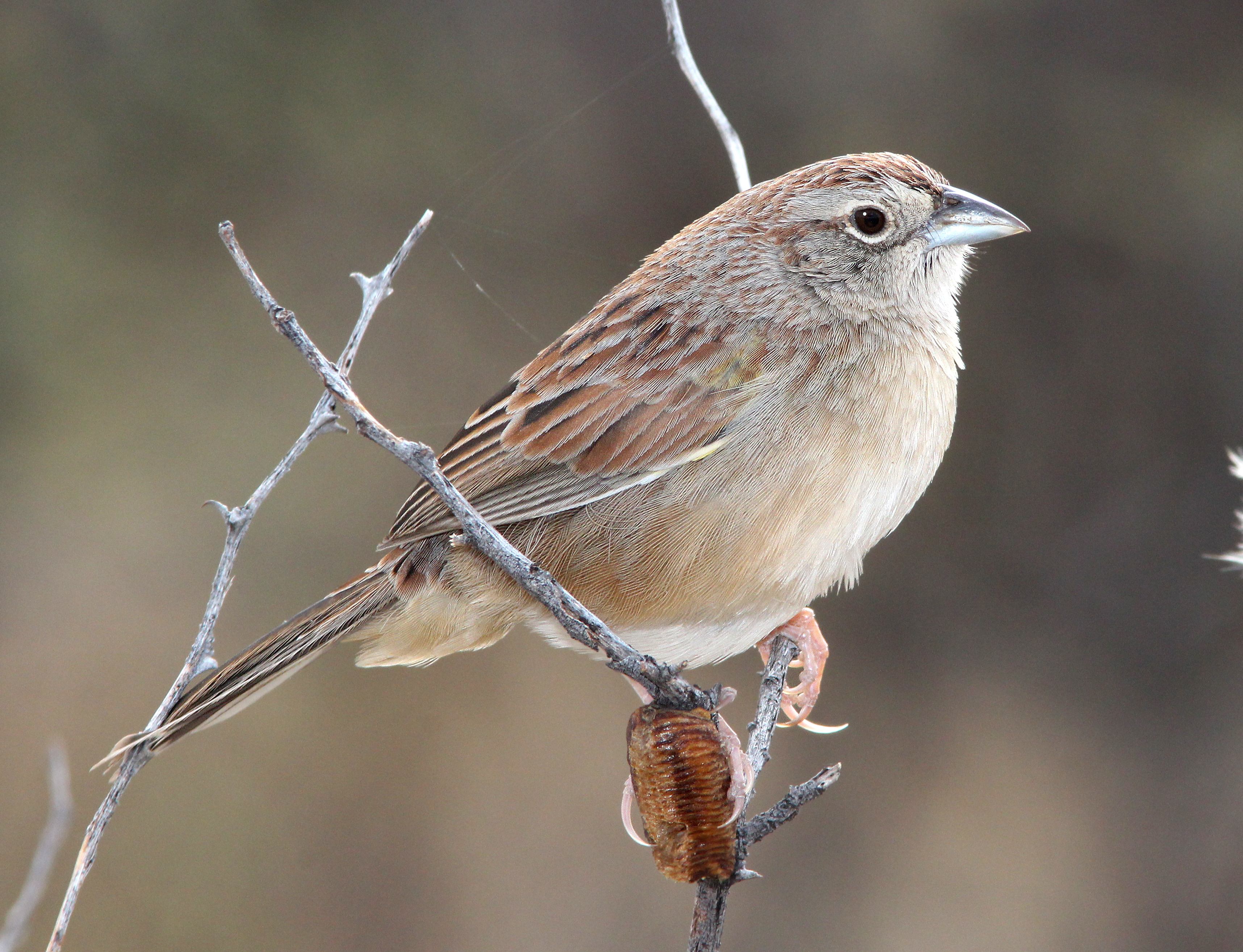

Stråsparv är en medelstor (13,5–15 cm) sparv med stor näbb och en lång, rundad stjärt. I storlek och form liknar den nära släktingen himmelsparven men har längre näbb och plattare huvud. Karakteristiskt är helt ostreckad beigegrå undersida, kraftigt streckad ovansida utan cassinsparvens unika fläckade teckningar samt avsaknad av ögonring. Sången är en varierad och långsam serie med vassa visslingar som avslutas i en drill. Lätet består av ett högt tjippande eller ett snabbt tjatter.

## Utbredning och systematik
Stråsparv förekommer från sydligaste USA söderut genom Mexiko till norra Costa Rica. Den delas in i nio underarter i två grupper med följande utbredning:
- botterii-gruppen
  - Peucaea botterii arizonae – förekommer från sydöstra Arizona till norra Mexiko (södra Sonora och norra Durango)
  - Peucaea botterii texana – förekommer i sydligaste Texas och nordöstra Mexiko (Tamaulipas)
  - Peucaea botterii mexicana – förekommer i Mexikos centrala högländer
  - Peucaea botterii goldmani – förekommer i kustnära västra Mexiko (från Sinaloa till Nayarit)
  - Peucaea botterii botterii – förekommer i de södra mexikanska högländerna (från södra Puebla till Oaxaca och västra Chiapas)
- petenica-gruppen
  - Peucaea botterii petenica – förekommer från kustnära sydöstra Mexiko (Veracruz) till Belize, Guatemala och Honduras
  - Peucaea botterii vantynei – förekommer i centrala Guatemalas högländer
  - Peucaea botterii spadiconigrescens – förekommer i låglänt tallsavann i norra Honduras och nordöstra Nicaragua
  - Peucaea botterii vulcanica – förekommer i högländer i Nicaragua och norra Costa Rica

Underarten mexicana inkluderas ofta i nominatformen.

### Släktestillhörighet
Tidigare placerades arten i släktet Aimophila, men genetiska studier visar att arterna i släktet inte är varandras närmaste släktingar. Den har därför tillsammans med flera andra arter lyfts ut till det egna släktet Peucaea. Stråsparven står allra närmast himmelsparven och palmettosparven.

### Familjetillhörighet
Tidigare fördes de amerikanska sparvarna till familjen fältsparvar (Emberizidae) som omfattar liknande arter i Eurasien och Afrika. Flera genetiska studier visar dock att de utgör en distinkt grupp som sannolikt står närmare skogssångare (Parulidae), trupialer (Icteridae) och flera artfattiga familjer endemiska för Karibien.

## Levnadssätt
Stråsparv hittas i gräsmarker, savann, kustnära prärier, tallskog och låglänt tallsavann, där den är skygg och mycket svår att få syn på. Den lever av insekter, men även frön från Sporobolus-gräs. Ungarna matas med insekter, bland annat gräshoppor. Fågeln häckar från slutet av maj till augusti, vanligen med bara en kull.

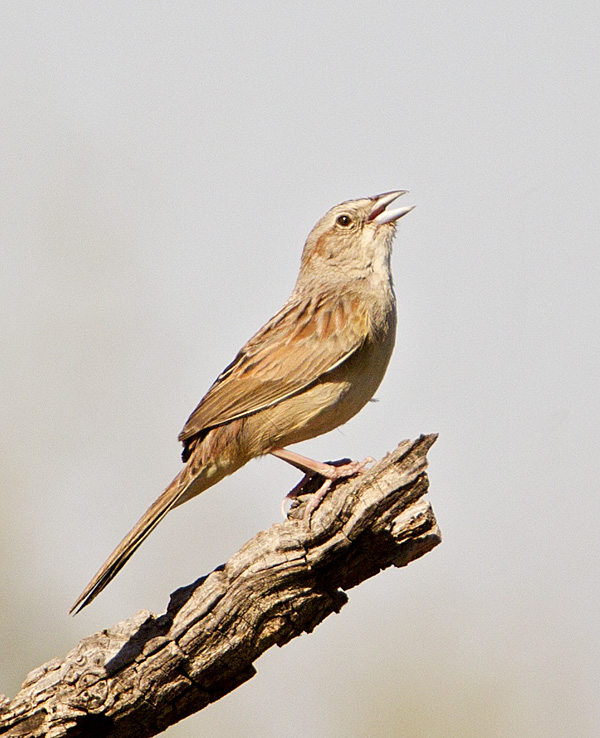

## Status och hot
Arten har ett stort utbredningsområde och en stor population med stabil utveckling och tros inte vara utsatt för något substantiellt hot. Utifrån dessa kriterier kategoriserar internationella naturvårdsunionen IUCN arten som livskraftig (LC). Beståndet uppskattas till i storleksordningen 170 000 vuxna individer.

## Namn
Fågelns vetenskapliga artnamn hedrar Matteo Botteri (1808-1877), hortikulturalist från Dalmatien boende i Mexiko 1853–1877. Tidigare kallades den botterisparv även på svenska, men justerades 2023 till ett mer informativt namn av BirdLife Sveriges taxonomikommitté.